# Kod UCI
Kod UCI – ustanowiona przez Międzynarodową Unię Kolarską ustandaryzowana forma podawania narodowości i daty urodzenia każdego zawodnika kolarskiego, a dla drużyn kolarskich skrót nazwy drużyny.
W przypadku zawodników nie jest to kod unikalny: dwóch zawodników tej samej narodowości urodzonych tego samego dnia będzie miało identyczny kod UCI. Unikalny natomiast może być numer licencji kolarskiej, którą zawodnik posiada. Kod UCI dla drużyn jest unikalny i nadawany przez Międzynarodową Unię Kolarską.

## Zapis i przykłady użycia
Kod UCI dla zawodnika stanowi połączoną narodowość w standardzie ISO 3166-1 alfa-3 (zapis trzyznakowy) i datę urodzenia w formacie kalendarzowym standardowym ISO 8601 (YYYYMMDD). 
Przykład: POL19900128 - zawodnik narodowości polskiej urodzony 28 stycznia 1990 roku.
Kod UCI drużyny stanowi ciąg trzech dużych liter alfabetu wyciągniętych z jej nazwy w kolejności według uznania.
Przykłady:
TCQ - COLOQUICK-CULT
EQS - ETIXX-QUICK STEP
CCC - CCC SPRANDI POLKOWICE